# Élections sénatoriales de 2020 à Rhode Island
Les élections sénatoriales de 2020 à Rhode Island ont lieu le 3 novembre 2020 afin d'élire les 38 membres du Sénat de l'État américain de Rhode Island.

## Système électoral
Le Sénat de Rhode Island est la chambre haute de son parlement bicaméral. Il est composé de 38 sièges pourvus pour deux ans au scrutin uninominal majoritaire à un tour dans autant de circonscriptions.

## Résultats
|       | Parti démocrate (D)   | 33 | en stagnation |  |  |  |
|       | Parti républicain (R) | 5  | en stagnation |  |  |  |
|       |                       |    |               |  |  |  |
| Total | Total                 | 38 | en stagnation |  |  |  |